# Baliza de Na Foradada
La baliza de Na Foradada es una baliza que se encuentra en la isla Na Foradada, que forma parte del Archipiélago de Cabrera, frente a la costa sur de Mallorca,  España.

## Historia
En 1865 se aprobó un presupuesto para realizar un estudio con el propósito de instalar en esta roca un faro de 4.º orden, pero nunca se llevó a cabo. En 1926 se colocó una señal automática alimentada con gas acetileno con un ecllipsador KMA 130 Trad 130. Situada a 8 millas del faro de n'Enciola, su mantenimiento se debía realizar tres veces al mes por los torreros de ese faro, si el tiempo lo permitía. Las frecuentes averías llegaron a convertirse en una pesadilla para los torreros de Cabrera, que en ocasiones ponían sus vidas en peligro, y la del marinero, al intentar llegar al islote con el mar embravecido. Cuando se inauguró esta señal, se otorgó al torrero encargado de mantenerla una gratificación de 2 pesetas diarias. Habitualmente eran los torreros del Faro de Cap Salines quienes primero detectaban el apagado de la baliza al mismo tiempo que daban aviso de la avería. Actualmente está incluida en la red de señales marítimas telecontroladas de la Autoridad Portuaria de Baleares.